# حمله با خودرو ۲۰۱۷ شانزلیزه
حمله با خودرو ۲۰۱۷ شانزلیزه (انگلیسی: June 2017 Champs-Élysées car ramming attack) در روز ۱۹ ژوئن یک خودرو حامل سلاح و تسلیحات انفجاری به سمت کاروان خودروهای ژاندارمی فرانسه که در خیابان شانزه‌لیزه درحال حرکت بودند رانندگی کرد. راننده خودرو فردی با نام جزیری آدم لطفی هنگام انفجار خودرو کشته شد. وی از سال ۲۰۱۴ جزو لیست سیاه تروریستی گروه افراطی داعش بود. در این انفجار به جز فرد مهاجم کسی مصدوم نشد.